# Pirates of the Caribbean
Cướp biển vùng Caribbean (tên gốc tiếng Anh: Pirates of the Caribbean) là một nhượng quyền thương mại của hãng Disney bao gồm nhiều khu trò chơi công viên, một loạt phim điện ảnh và các tiểu thuyết ăn theo, cũng như các video game có liên quan và nhiều ấn phẩm truyền thông khác. Thương hiệu được khởi nguồn từ khu trò chơi Cướp biển vùng Caribbean mở tại Disneyland vào năm 1967, đây cũng là một trong những công viên trò chơi cuối cùng được doanh nhân Walt Disney giám sát thực hiện. Khu trò chơi này được Disney lấy ý tưởng dựa trên truyền thuyết và những câu chuyện dân gian về các huyền thoại cướp biển. Tới tháng 10 năm 2016, khu trò chơi Cướp biển vùng Caribbean được có mặt tại tổng cộng năm công viên trò chơi của Disney. Loạt phim điện ảnh liên quan đã thu về tổng cộng hơn 4,2 tỷ USD toàn cầu, tính tới tháng 6 năm 2017, đứng thứ 11 trong danh sách loạt phim và thương hiệu phim có doanh thu cao nhất mọi thời đại.

## Khu trò chơi công viên
Cướp biển vùng Caribbean đã bắt đầu xuất hiện vào thập niên 1950, đây là một khu bảo tàng tượng sáp ở Disneyland, mô tả lại chân dung của những tên cướp biển thật trong những cảnh tĩnh. Để thực hiện khu bảo tàng, các kỹ sư thiết kế về hình ảnh của Disney đã tận dụng các thành tựu công nghệ có được của công ty trên bốn khinh khí cầu ở hội chợ New York năm 1964 để biến các hiện vật thành một đoàn thuyền đi xuyên qua nhiều môi trường sinh động tràn đầy các hải tặc Audio-Animatronic (một kiểu robot được sáng chế độc quyền của Walt Disney) trong một thành phố cảng kiểu Caribbean. Nhạc nền của khu vui chơi này là bài hát "Yo Ho (A Pirate's Life for Me)", mang tông nhẹ nhàng cho một khung cảnh mà tội phạm và bạo lực được diễn ra rất sống động.
Khu trò chơi cuối cùng của Disney này được thiết kế với sự tư vấn trực tiếp từ Walt Disney, mở cửa phiên bản đầu tiên vào 18 tháng 3, năm 1967 ở Quảng trường New Orleans thuộc Disneyland. Về sau, nó được làm lại ở nhiều dạng khác ở các chi nhánh công viên Disney: khu Magic Kingdom ở Walt Disney World Resort (15 tháng 12 năm 1973), Tokyo Disneyland (15 tháng 4 năm 1983) và Disneyland Paris (12 tháng 4 năm 1992).

## Phim điện ảnh
1. Cướp biển vùng Caribbean: Lời nguyền của tàu Ngọc Trai Đen  (2003)
2. Cướp biển vùng Caribbean 2: Chiếc rương tử thần (2006)
3. Cướp biển vùng Caribbean 3: Nơi tận cùng thế giới (2007)
4. Cướp biển vùng Caribbean 4: Suối nguồn tươi trẻ (2011)
5. Pirates of the Caribbean: Salazar báo thù (2017)

## Video game
- Adventures in the Magic Kingdom
- Walt Disney World Quest: Magical Racing Tour
- Pirates of the Caribbean (tên gốc Sea Dogs II)
- Pirates of the Caribbean Multiplayer Mobile
- Pirates of the Caribbean Online
- Kingdom Hearts II
- Pirates of the Caribbean: The Curse of the Black Pearl
- Pirates of the Caribbean: The Legend of Jack Sparrow
- Pirates of the Caribbean: Dead Man's Chest
- Pirates of the Caribbean: At World's End
- Pirates of the Caribbean: Armada of the Damned
- Lego Pirates of the Caribbean: The Video Game
- Pirates of the Caribbean: Master of the Seas
- Disney Infinity

## Sách
Hai hoạt sách nhắm vào các độc giả trẻ tuổi đã được xuất bản với nội dung là tiền truyện của phần phim thứ nhất:
- Pirates of the Caribbean: Jack Sparrow (12 cuốn)
- Pirates of the Caribbean: Legends of the Brethren Court (5 cuốn)

Ngoài ra cũng có một tiểu thuyết được viết cho độc giả lớn tuổi:
- Pirates of the Caribbean: The Price of Freedom của Ann C. Crispin

## Chuyển thể
Nhiều tác phẩm khác đã được phát sinh từ thương hiệu gốc:
- Pirates of the Caribbean là tên một đội đua ở giải Volvo Ocean Race. Tàu của họ cũng tên là "Black Pearl." [1]
- Vào tháng 10 năm 2007, Disney xuất bản một trò chơi trực tuyến cũng mang tên Pirates of the Caribbean.[2]

## Nhân vật
- Jack Sparrow
- Hector Barbossa
- Will Turner
- Joshamee Gibbs
- Elizabeth Swann
- Henry Turner
- Davy Jones
- James Norrington
- Cutler Beckett
- Weatherby Swann
- Pintel và Ragetti
- Blackbeard
- Angelica
- Philip Swift
- Syrena
- Kraken
- Carina Smyth/Barbossa
- Armando Salazar

## Chú giải
1. ↑  "Team News: Pirates of the Caribbean". Volvo Ocean Race. Bản gốc lưu trữ ngày 28 tháng 6 năm 2008. Truy cập ngày 3 tháng 8 năm 2006.
2. ↑  "Disney's Pirates of the Caribbean Online". Disney. Truy cập ngày 31 tháng 10 năm 2007.